# مقاطعة درة
مقاطعة درة (بالفارسية: ولسوالی دره) هي إحدى مقاطعات ولاية بنجشير في أفغانستان. قدر عدد السكان في عام 2019 بـ 15407 نسمة.